# Tapeina rubronigra
Tapeina rubronigra är en skalbaggsart som beskrevs av Luciane Marinoni 1972. Tapeina rubronigra ingår i släktet Tapeina och familjen långhorningar. Inga underarter finns listade i Catalogue of Life.